# Municipio de Muskegon
El municipio de Muskegon (en inglés: Muskegon Township) es un municipio ubicado en el condado de Muskegon en el estado estadounidense de Míchigan. En el año 2010 tenía una población de 17840 habitantes y una densidad poblacional de 289,27 personas por km².

## Geografía
El municipio de Muskegon se encuentra ubicado en las coordenadas 43°15′40″N 86°11′56″O / 43.26111, -86.19889. Según la Oficina del Censo de los Estados Unidos, el municipio tiene una superficie total de 61.67 km², de la cual 59.42 km² corresponden a tierra firme y (3.65%) 2.25 km² es agua.

## Demografía
Según el censo de 2010, había 17840 personas residiendo en el municipio de Muskegon. La densidad de población era de 289,27 hab./km². De los 17840 habitantes, el municipio de Muskegon estaba compuesto por el 87.86% blancos, el 6.09% eran afroamericanos, el 1.08% eran amerindios, el 0.44% eran asiáticos, el 0.03% eran isleños del Pacífico, el 1.29% eran de otras razas y el 3.2% pertenecían a dos o más razas. Del total de la población el 5.06% eran hispanos o latinos de cualquier raza.